# Two Mile Village
Two Mile Village ist ein Ort im kanadischen Yukon nordwestlich von Watson Lake. 
2006 hatte er 88 Einwohner, die auf einer Fläche von 3,56 km² lebten. Der Ort liegt am Robert Campbell Highway, der Watson Lake mit Ross River verbindet, von wo er weiter bis Carmacks verläuft. Der nächste Ort ist Two and One-Half Mile Village. Two Mile Village liegt nur einen Kilometer nördlich des unmittelbar am namengebenden See gelegenen Watson Lake Airports.
Die Einwohner gehören der Liard First Nation an. Dieser Gruppe, die auch um Two and One-Half Mile Village lebt, gehörten im Januar 2009 insgesamt 1072 Menschen an. Ihre Sprache ist das Kaska, das zur athabaskischen Sprachfamilie gehört, wobei sie nahe mit dem Talhtan, Sekani, Beaver, Slavey sowie dem nördlichen und südlichen Tutchone verwandt ist. 
Die 88 Einwohner (2006) der „Indianersiedlung“ (Indian settlement) lebten in 40 Haushalten, bzw. gehörten zu 25 Familien. Von ihnen sprachen 85 ausschließlich Englisch. Von diesen waren wiederum 50 Männer und 35 Frauen. 2001 hatte der Ort erst 61 Einwohner. Knapp ein Viertel der Einwohner war jünger als 15 Jahre.